# 캔터베리 읍성

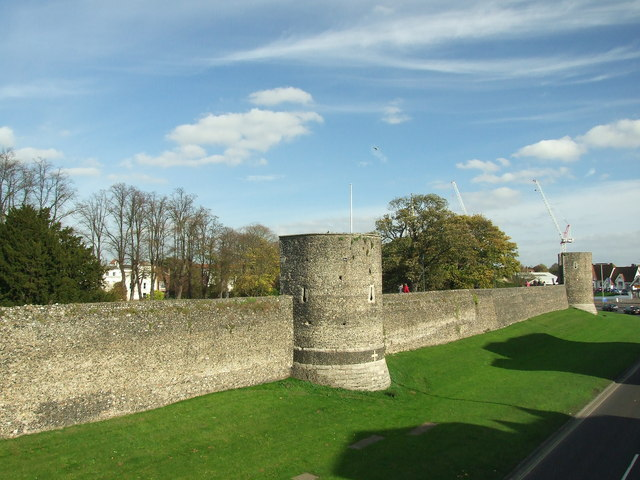

캔터베리 읍성(Canterbury city walls)은 잉글랜드 켄트주 캔터베리 시를 보호하기 위해 건설된 읍성이다. 기원후 270년 ~ 280년 사이에 로마인들일 지었던 것으로 생각된다. 토담 위에 돌벽을 쌓았으며, 해자와 망루로 방어를 보강했다. 읍성에는 5개의 성문이 있었으며, 각 성문은 각지의 로마도로들로 연결되었다. 브리튼 섬에서 로마 제국의 세력이 무너지고 캔터베리가 쇠퇴한 이후에도 읍성은 남아있었다. 이후 앵글로색슨족이 방벽을 보수했고, 바이킹들로부터 도시를 방어하기 위해 읍성을 사용했다.
11세기에 브리튼을 침공한 노르만족은 캔터베리에 무혈입성했고, 12세기 동안 읍성은 방치되어 보존 상태가 나빠져 군사적 가치가 하락했다. 그러다 백년전쟁으로 프랑스의 침공에 대한 경각심이 높아진 1363년 캔터베리 읍성은 다시 보수되었다. 이후 30년에 걸쳐 읍성이 재건되었고, 그때까지 남아있던 로마 시대의 읍성도 석재로 다시 지으면서 합쳐졌다. 읍성 성벽을 따라 24개의 망루가 건설되었고 돌과 벽돌로 지은 문루들도 계속 지어졌다. 이후 17세기에 읍성의 일부가 잉글랜드 내전 당시 의회파에 의해 고의적으로 훼손되었고 성문들은 불탔다. 1660년에 찰스 2세가 왕정복고한 뒤 성문들이 재건되었다.
18세기와 19세기에 캔터베리 읍성은 성내 읍의 확장에 딷라 훼손되었다. 웨스트게이트를 제외한 나머지 성문들이 모두 파괴되었고, 새로운 도로와 건물을 짓기 위해 읍성 일부가 헐렸다. 제2차 세계 대전 당시 독일군의 폭격으로 추가적인 피해가 발생했다. 그것을 모두 견디고 남아 있던 읍성과 문루들은 전후의 부흥기에도 계속 살아남았고, 일부 구간에서는 완전한 복원이 이루어졌다. 현재 원래 읍성의 절반 정도가 남아 있으며, 남아있는 읍성이 둘러싸고 있는 면적은 130 에이커(53 헥타르) 정도이다.

## 역사

### 3세기 ~ 4세기

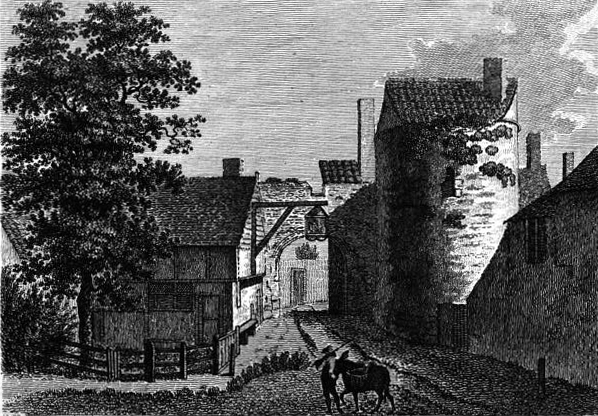
기원후 3세기 로마인들이 건설한 라이딩게이트의 1777년 모습.

캔터베리 최초의 읍성은 로마인들이 건설했다. 캔터베리는 로마 시대에는 두베로베르눔 칸티아코룸(Duverovernum Cantiacorum)이라고 불렸는데, 처음에는 작은 요새만 있었을 뿐 다른 도시 방어 시설은 없었던 것 같다. 기원후 3세기 말경에 브리튼의 안보 상황이 악화되었고, 도시를 둘러치는 성곽이 건설되었는데 그 시기는 대략 270년에서 290년 사이로 추측된다. 로마인들이 지은 읍성 면적은 130 에이커(53 헥타르) 정도였다. 그 영역은 현재의 캔터베리 서쪽 구공업지구를 절단하며, 예전에는 도시 경계 바깥에 있었던 남동쪽의 묘지를 포함한다. 같은 시기에 해안요새들도 지역 곳곳에 지어졌으며, 그 요새들을 통괄하는 지휘부가 아마 캔터베리에 있었던 것으로 보인다.
읍성 성곽의 일반적인 높이는 7.5 피트(2.3 미터) 정도였으며 수석과 모르타르를 사용해 지어졌다. 제한적이지만 커다란 사암 덩어리가 사용되기도 했다. 사암이 사용된 벽의 높이는 불확실하지만, 현재 남아있는 부분은 20 피트(6.1 미터)에 달한다. 켄터베리 읍성은 토담 위에 세워졌는데, 토담의 두께는 20 피트(6.1 미터)에서 30 피트(9.1 미터), 높이는 최소 7 피트(2.1 미터)였다. 토담은 너비 59 피트(18 미터) 깊이 16.5 피트(5 미터)의 해자로 보호되었는데, 해자는 장소에 따라 너비가 82 피트(25 미터)에 이르는 곳도 있다. 방벽과 해자 사이에는 너비 10 피트(3 미터)의 통로가 나 있었다.
켄터베리 읍성에는 성문이 최소 다섯 개 있었는데, 로마도로들의 위치로 밈루어 볼 때 성문이 두 개 더 존재했을 가능성이 있다. 성문을 나서 주요 도로망에 합류하면 켄트에 이르게 된다. 라이딩게이트(Riding gate)는 붉은 벽돌로 지어졌기 때문에 그러한 이름이 붙었는데, 두 개의 방어탑과 한 쌍의 출입용 아치가 있었다. 두 아치는 각각 보행자용과 마차용이었다. 버게이트(Burgate) 역시 이런 구조였을 것으로 추측된다. 워스게이트(Worth Gate), 런던게이트(London Gate), 퀴닌게이트(Queningate)의 출입용 아치는 보다 간단한 구조였다. 일련의 네모난 망루들이 방벽을 보호했고, 367년 색슨족이 브리튼을 침공한 이후 망루가 적어도 하나 더 건설되었다.

### 5세기 ~ 11세기

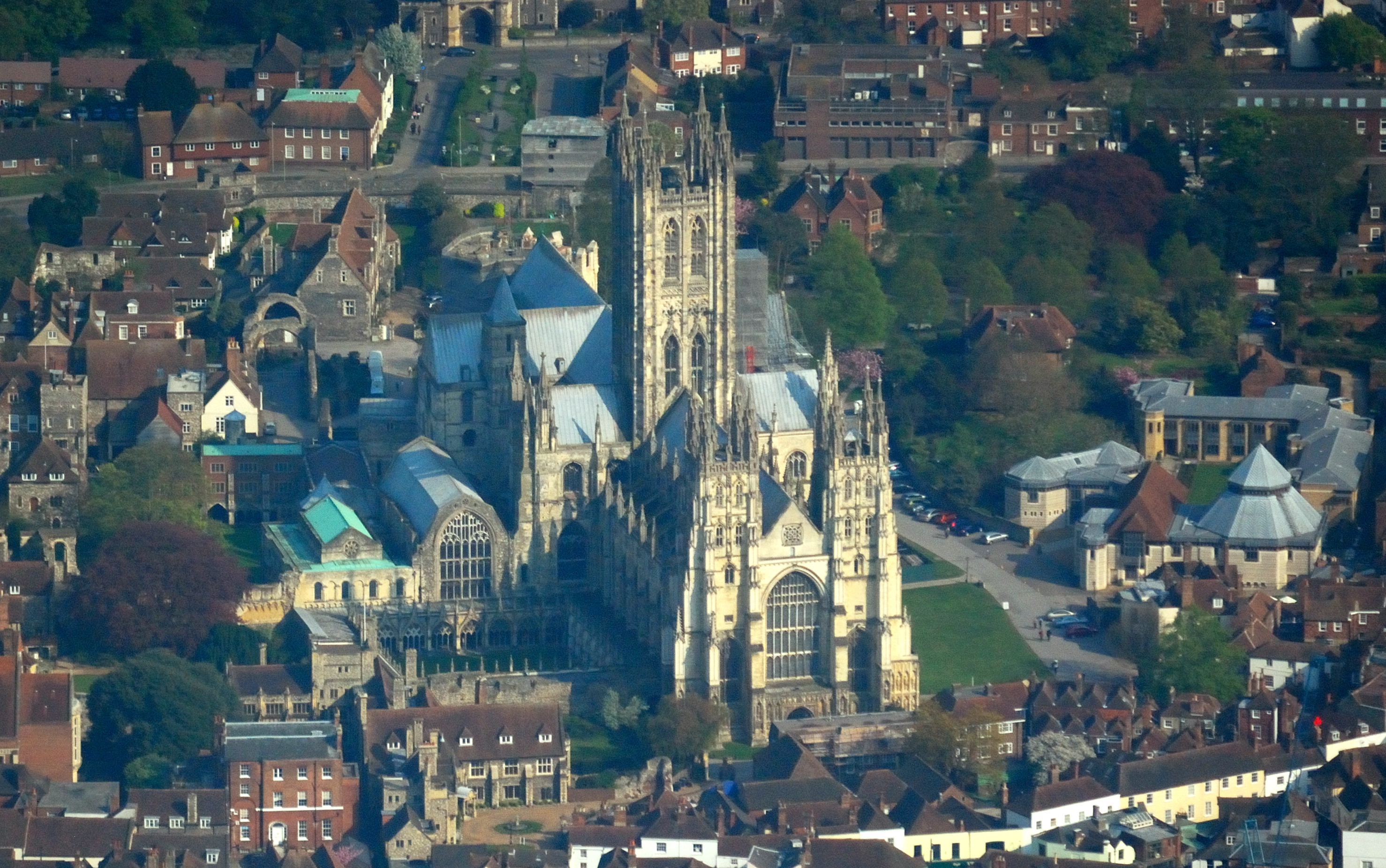
6세기 캔터베리 대성당의 위치(중앙)는 그때까지 남아있던 로마 시대 성곽(위)의 영향을 받았을 가능성이 있다.

5세기 들어 캔터베리는 쇠퇴했고 로마 시대의 건물들은 퇴락했으나 읍성은 살아남았다. 597년, 교황 그레고리오 1세가 주민들을 기독교로 개종시키라고 아우구스티누스를 켄트로 파견했다. 아우구스티누스는 캔터베리 대성당을 읍성 성벽 안에 지었는데, 아무래도 성벽으로 인해 건물의 방어에 도움을 받으려 했던 것이거나, 로마 시대의 도시 터에 성당을 짓는다는 상징적인 의미를 취하려 한 것으로 생각된다. 캔터베리의 이때 이름은 Cantwaraburh였고, 인구와 교역이 증가하기 시작한 캔터베리는 다시금 번창하였다. 성벽 안의 땅은 대부분 강변 목초지 또는 농지가 되었고, 대성당 및 대성당 경내 주위로는 말뚝 울타리가 설치되었다.
앵글로색슨 시대 후기에는 캔터베리의 거리 구획이 개조되었는데, 그 와중에도 바깥의 성벽은 그대로 남아 있었다. 도시 바깥 남동쪽에 우시장이 만들어졌고, 우시장으로의 접근을 쉽게 하기 위해 성벽에 새로운 성문인 뉴인게이트(Newingate)가 건설되었다. 뉴인게이트는 나중에 세인트조지게이트(St George's Gate)로 이름이 바뀌었다. 이 시기, 도시의 중심축이 런던게이트와 라이딩게이트를 잇는 선에서, 웨스트게이트와 뉴인게이트를 연결하는 선으로 이동했다. 동시기 엑세터와 윈체스터에서 그랬던 것처럼 성벽 안쪽을 따라 길이 만들어졌다. 성문들을 따라 교회와 예배당들이 지어졌다. 대표적으로 노스게이트의 세인트매리, 웨스트게이트의 홀리크로스, 바게이트의 세인트마이클, 라이딩게이트의 세인트에드문드 등이 있다. 캔터베리 읍성에 관한 언급은 초기 연대기작자 베다 베네라빌리스의 기록에서도 나타난다.
835년, 읍성의 존재에도 불구하고 바이킹은 손쉽게 도시를 공격하고 많은 사람들을 죽였다. 스칸디나비아인들의 공격은 991년에 재개되어, 1011년에는 데인족 군대가 몰려와 캔터베리에 공물을 요구했다. 11일 동안의 공성전이 벌어졌다. 연대기작자 호브덴의 로저의 기록을 보면 시민들이 성벽을 기어오르는 데인족들을 밀쳐서 떨어져 죽게 한 이야기들이 실려 있다. 로저의 기록은 다소 과장되었을 가능성이 있지만, 이런 이야기가 있었다는 것 자체가 당대에 신빙성 있는 이야기로 받아들여질 정도로 읍성의 보존 상태가 좋았다는 것을 보여준다. 하지만 도시에 화재가 발생한 이후 데인족은 도시에 입성하여 캔터베리를 약탈했다.

### 11세기 ~ 13세기

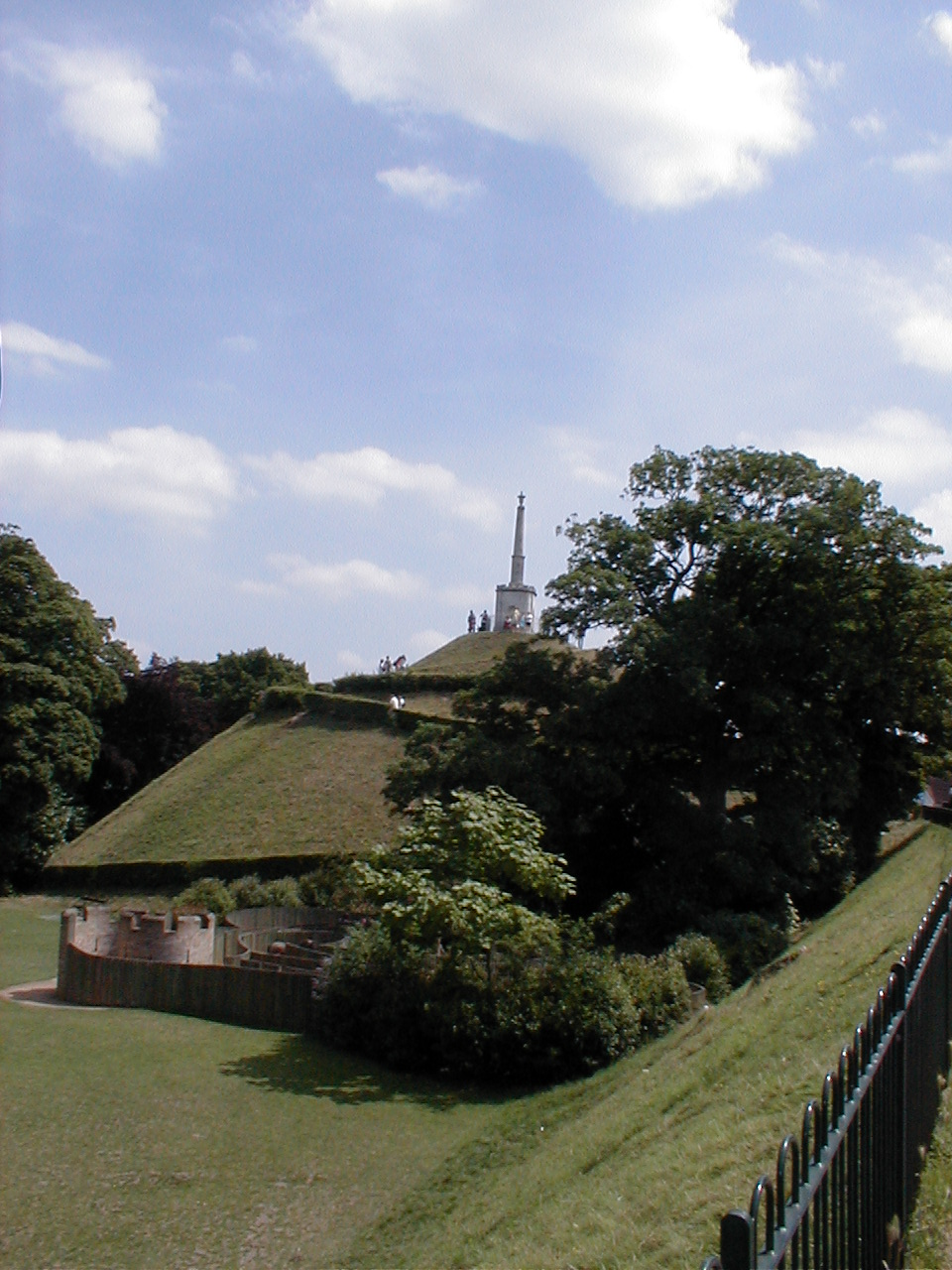
첫 번째 성관의 터인 데인 존 마운드를 읍성 쪽에서 바라본 것.

1066년, 노르만 정복 당시 캔터베리 시민들은 노르만인들에게 아무런 저항도 하지 않았다. 정복왕 윌리엄은 도시 안에 성관을 건축할 것을 명령했다. 도시 남쪽에 건설된 캔터베리 성관은 원형 방어선의 일각을 담당했으며, 이 성관을 짓기 위해 그 자리에 원래 있던 부동산들은 파괴되었다. 성관이 읍성 성벽을 따라 위치했음에도 불구하고, 역사학자 Oliver Creighton 과 Robert Higham 은 성관은 방어를 위해서 "추가"된 것이라기보다, 읍성 내부의 읍에 "부과"된 것이라고 본다. 처음 지어진 성관은 목재로 된 모트 앤 베일리 성이었는데, 이 성은 나중에 버려지고 1123년에 정사각형 석조 아성을 갖춘 성관이 새로 지어졌다. 워스게이트는 성관 남문이 되었고, 읍성의 동쪽에 일반적 사용을 위한 성문이 하나 새로 지어졌다.
1086년, 둠스데이 북에 따르면 읍성 주위의 해자 속에 11채의 집이 세워졌다고 기록되어 있는데, 빈곤한 상황이었던 것으로 보인다. 이러한 거주지 잠식은 읍성 내부의 인구 증가로 인한 인구압력의 결과로 생각되며, 캔터베리는 11세기 중반까지 계속해서 읍성 성벽 너머로 확대되었다. 이 시기에 어떻게 읍성이 그대로 유지되었는지는 알 수 없으며, 12세기가 되자 읍성들은 엉망이 되어 실질적 방어기능은 거의 없어졌다.

### 14세기

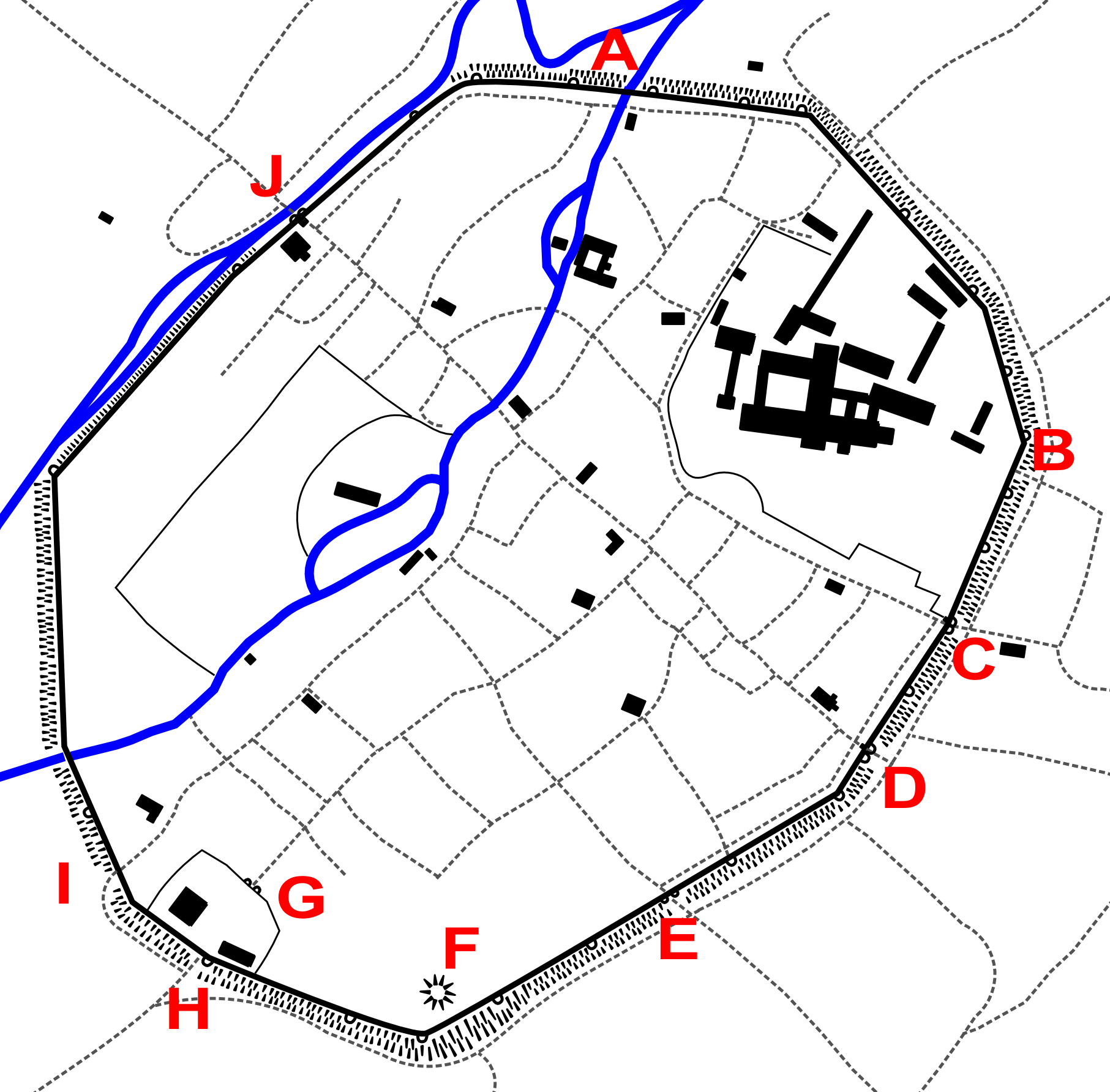
1500년경 캔터베리 시의 방어시설. A - 노스게이트; B - 퀘닌게이트; C - 버게이트; D - 뉴인게이트/세인트조지스게이트; E - 라이딩게이트; F - 데인 존 마운드; G - 캔터베리 성관; H - 워스게이트; I - 샛문; J - 웨스트게이트

1360년대 초, 백년전쟁 당시 프랑스가 잉글랜드 남부를 침입할 가능성에 대한 우려가 높아졌다. 캔터베리는 침입자들이 런던으로 가는 길목을 막고 있었기에 잉글랜드 동남부 방면의 방위에 있어 특히 중요했다. 1363년에 이루어진 조사에서 "캔터베리의 읍성은 대부분 낡아서 무너졌고, 성벽 아래 해자들은 메워져 막혀 있"는 등 도시의 방위가 매우 취약하다는 결론이 내려졌다.
콜체스터, 바스, 로체스터 등 다른 도시들과 마찬가지로 캔터베리의 집달관들에게도 읍성을 보수하라는 명령이 내려졌다. 역사학자 Hilary Turner 에 따르면 결과는 "잘 기획된 작전"으로, 읍성의 빠른 건설을 목표로 하였다. 하지만 공사가 끝나기까지 30년 정도가 걸렸다. 도시 당국과 주교좌 당국은 이 작업에 있어 매우 밀접하게 협력했는데, 지역 정치를 둘러싼 두 세력 사이의 긴장을 생각해 볼 때 이례적인 상황이었다.
읍성 보수 작업을 하는 데는 돈이 들었다. 읍성 축조 또는 보수를 위한 세금인 성벽세가 국왕에 의해 승인되어 도시를 드나드는 교역상들에게 부과되었다. 캔터베리는 읍성을 보수하기 위해 31년간 성벽세를 걷었다. 우선 1378년부터 5년 동안의 성벽세가 리처드 2세에 의해 승인되었고, 주 전체에서 석공들을 징발할 수 있는 영장도 발부되었다. 1379년에는 10년 동안의 성벽세가 승인되었다. 1385년, 켄트에서 걷힌 세금 £100가 캔터베리로 보내졌고, 향후 5년에 대한 성벽세가 또 승인되었다. 1385년 ~ 86년 사이 회계 연도에서, 약 £619가 성벽 보수에 사용되었다. 그러나 1381년 와트 타일러의 난 당시 와트 타일러와 난민들은 성벽에 상관없이 캔터베리에 무혈입성했다. 1399년, 다시 5년 동안의 성벽세가 승인되었고, 1402년 3년 동안의 성벽세가 마지막으로 승인되었다.